# Pavel Trnka (lední hokejista)
Pavel Trnka (* 27. července 1976 Plzeň) je bývalý český hokejový obránce. Od června 2025 je asistentem trenéra české hokejové reprezentace do 20 let.

## Hráčská kariéra
Rodák a odchovanec Plzně, debutoval v prvním ročníku domácí české nejvyšší soutěži proti Vítkovicím. V roce 1994 byl vybrán ve vstupním draftu NHL týmem Mighty Ducks of Anaheim v pátém kole na 106. místě.V průběhu sezony 1995/96 odešel do konce ročníku Poldi SONP Kladno.
V letech 1995 až 1997 získal své první zkušenosti v severoamerickém ledním hokeji ve farmářském týmu Ducks v Baltimore Bandits, hrající American Hockey League. V roce 1997 byl povolán do týmu Mighty Ducks a okamžitě si vydobyl pravidelné místo v týmu jako solidní obránce. 30. ledna 2003 byl se spoluhráčem Mattem Cullenem a výběru 4 kola vstupního draftu 2004 (touto volbou byl vybrán americký útočník James Pemberton) vyměněni do Floridy Panthers za Sandise Ozoliņše a Lance Warda. Za Panthers odehrál v NHL během téměř dvou let 89 zápasů a zaznamenal 19 bodů. Během výluky v NHL se vrátil zpět do mateřského týmu, s Plzní se rychle domluvil na roční smlouvě, protože 1. července 2004 se stal nechráněným volným hráčem.
Po sezoně 2004-05 se rozhodl nevrátit do zámoří a prodloužil s Plzní smlouvu o další rok. Trnka byl jmenován kapitánem týmu ale 30. ledna 2006 odešel do švédského Leksands IF, kterému patřila poslední příčka tabulky. Leksandsu IF nedokázal pomoct a v základní části skončili na posledním místě a v baráži se umístili na pátém sestupovém místě. Do Plzně se Trnka vrátil a započal nový ročník 2005-06, stejně tak v předešlém ročníku, sezonu dohrál opět ve švédské nejvyšší lize, tentokrát za Malmö Redhawks, který taktéž skončil v základní části na posledním místě a v baráži se umístil na sestupovém třetím místě.
V květnu 2007 se Pavel Trnka dohodl s extraligovým celkem HC Vítkovice Steel, ještě před tím měl jednu nabídku z NHL, kterou odmítnul. Za Vítkovice odehrál celkem pět sezon, dvakrát po sobě s týmem dosáhli týmového úspěchu,v ročníku 2009-10 a 2010-11 postoupili do finále playoff. Na konci března 2012 oznámil konec kariéry 

## Prvenství

### ČHL
- Debut – 28. listopadu 1993 (HC Vítkovice proti HC Škoda Plzeň)
- První asistence – 20. září 1994 (HC Poldi Kladno proti HC Škoda Plzeň)
- První gól – 24. září 2004 (HC Lasselsberger Plzeň proti HC Moeller Pardubice, českému brankáři Jaroslavu Kamešovi)

### NHL
- Debut – 5. listopadu 1997 (Mighty Ducks of Anaheim proti Tampa Bay Lightning)
- První asistence – 18. listopadu 1997 (San Jose Sharks proti Mighty Ducks of Anaheim)
- První gól – 1. ledna 1998 (Washington Capitals proti Mighty Ducks of Anaheim, německému brankáři Olafu Kölzigovi)

## Klubová statistika
| Sezóna       | Klub                    | Soutěž       |     | Základní část | Základní část | Základní část | Základní část | Základní část |   | Play off | Play off | Play off | Play off | Play off |
| Sezóna       | Klub                    | Soutěž       | Z   | G             | A             | B             | TM            | Z             | G | A        | B        | TM       |          |          |
| 1992–93      | HC Škoda Plzeň          | ČHL-20       | —   | —             | —             | —             | —             | —             | — | —        | —        | —        |          |          |
| 1993–94      | HC Škoda Plzeň          | ČHL          | 11  | 0             | 0             | 0             | 12            | —             | — | —        | —        | —        |          |          |
| 1994–95      | HC Interconnex Plzeň    | ČHL          | 6   | 0             | 0             | 0             | 0             | —             | — | —        | —        | —        |          |          |
| 1994–95      | Poldi SONP Kladno       | ČHL          | 28  | 0             | 5             | 5             | 24            | —             | — | —        | —        | —        |          |          |
| 1995–96      | Baltimore Bandits       | AHL          | 69  | 2             | 6             | 8             | 44            | 6             | 0 | 0        | 0        | 2        |          |          |
| 1996–97      | Baltimore Bandits       | AHL          | 69  | 6             | 14            | 20            | 86            | 3             | 0 | 0        | 0        | 2        |          |          |
| 1997–98      | Anaheim Ducks           | NHL          | 48  | 3             | 4             | 7             | 40            | —             | — | —        | —        | —        |          |          |
| 1997–98      | Cincinnati Mighty Ducks | AHL          | 23  | 3             | 5             | 8             | 28            | —             | — | —        | —        | —        |          |          |
| 1998–99      | Mighty Ducks of Anaheim | NHL          | 63  | 0             | 4             | 4             | 60            | 4             | 0 | 1        | 1        | 2        |          |          |
| 1999–00      | Mighty Ducks of Anaheim | NHL          | 57  | 2             | 15            | 17            | 34            | —             | — | —        | —        | —        |          |          |
| 2000–01      | Mighty Ducks of Anaheim | NHL          | 59  | 1             | 7             | 8             | 42            | —             | — | —        | —        | —        |          |          |
| 2001–02      | Mighty Ducks of Anaheim | NHL          | 71  | 2             | 11            | 13            | 66            | —             | — | —        | —        | —        |          |          |
| 2002–03      | Mighty Ducks of Anaheim | NHL          | 24  | 3             | 6             | 9             | 6             | —             | — | —        | —        | —        |          |          |
| 2002–03      | Florida Panthers        | NHL          | 22  | 0             | 3             | 3             | 24            | —             | — | —        | —        | —        |          |          |
| 2003–04      | Florida Panthers        | NHL          | 67  | 3             | 13            | 16            | 51            | —             | — | —        | —        | —        |          |          |
| 2004–05      | HC Lasselsberger Plzeň  | ČHL          | 47  | 7             | 10            | 17            | 103           | —             | — | —        | —        | —        |          |          |
| 2005–06      | HC Lasselsberger Plzeň  | ČHL          | 38  | 8             | 6             | 14            | 40            | —             | — | —        | —        | —        |          |          |
| 2005–06      | Leksands IF             | SEL          | 7   | 0             | 3             | 3             | 8             | —             | — | —        | —        | —        |          |          |
| 2006–07      | HC Lasselsberger Plzeň  | ČHL          | 28  | 3             | 2             | 5             | 62            | —             | — | —        | —        | —        |          |          |
| 2006–07      | Malmö Redhawks          | SEL          | 20  | 0             | 1             | 1             | 36            | —             | — | —        | —        | —        |          |          |
| 2007–08      | HC Vítkovice Steel      | ČHL          | 48  | 1             | 3             | 4             | 70            | —             | — | —        | —        | —        |          |          |
| 2008–09      | HC Vítkovice Steel      | ČHL          | 31  | 1             | 8             | 9             | 20            | 7             | 0 | 1        | 1        | 10       |          |          |
| 2009–10      | HC Vítkovice Steel      | ČHL          | 46  | 1             | 6             | 7             | 42            | 16            | 0 | 1        | 1        | 16       |          |          |
| 2010–11      | HC Vítkovice Steel      | ČHL          | 49  | 2             | 7             | 9             | 48            | 15            | 0 | 8        | 8        | 26       |          |          |
| 2011–12      | HC Vítkovice Steel      | ČHL          | 34  | 0             | 5             | 5             | 16            | 3             | 0 | 0        | 0        | 4        |          |          |
| Celkem v ČHL | Celkem v ČHL            | Celkem v ČHL | 366 | 23            | 52            | 75            | 437           | 41            | 0 | 10       | 10       | 56       |          |          |
| Celkem v NHL | Celkem v NHL            | Celkem v NHL | 411 | 14            | 63            | 77            | 323           | 4             | 0 | 1        | 1        | 2        |          |          |

## Reprezentace
| Rok                       | Tým                       | Soutěž                    | Z                         | G  | A | B | TM |    |
| ------------------------- | ------------------------- | ------------------------- | ------------------------- | -- | - | - | -- | -- |
| 1994                      | Česko 18                  | MEJ                       | 5                         | 0  | 1 | 1 | 6  |    |
| 1995                      | Česko 20                  | MSJ                       | 7                         | 0  | 0 | 0 | 8  |    |
| 2003                      | Česko                     | MS                        | 5                         | 1  | 0 | 1 | 6  |    |
| Juniorská kariéra celkově | Juniorská kariéra celkově | Juniorská kariéra celkově | Juniorská kariéra celkově | 12 | 0 | 1 | 1  | 14 |
| Seniorská kariéra celkově | Seniorská kariéra celkově | Seniorská kariéra celkově | Seniorská kariéra celkově | 5  | 1 | 0 | 1  | 6  |